# Морва
Морва (англ. Morwa) — населённый пункт сельского типа на юго-востоке Ботсваны, на территории округа Кгатленг.

## Общая информация
Находится в юго-западной части округа, в 15 км к юго-западу от города Мочуди и в 30 км к северу от столицы страны, города Габороне. К югу от деревни протекает временная река Мецимотлхабе. Морва соединена со столицей страны автомобильной дорогой. Имеется 4 школы.

## Население
По данным на 2013 год население деревни составляет 3517 человек.
Динамика численности населения деревни по годам:
| 2001 | 2013 |
| ---- | ---- |
| 2696 | 3517 |